# シン・仮面ライダー
『シン・仮面ライダー』（シン かめんライダー）は、2023年3月18日に公開された日本映画。シネバザール制作、庵野秀明脚本・監督による「仮面ライダーシリーズ」作品である。仮面ライダー生誕50周年企画作品のひとつ。
庵野秀明が監督を務める実写作品としては、『シン・ゴジラ』（2016年公開、総監督）以来の作品でもある。PG12指定。
現代を舞台に1971年に放送されたテレビシリーズ『仮面ライダー』、石ノ森章太郎の原作漫画『仮面ライダー』を参照しながら描かれる新たな物語となっている。随所に原点の『仮面ライダー』へのリスペクトが込められ、助演のキャストについては多くの人物が詳細を映画公開まで秘匿されており、劇場に来た観客へのサプライズとなった。

## ストーリー
本郷猛は謎の組織に拉致されるが、緑川ルリ子に促され、共にオートバイで研究施設を脱出する。その途中、ルリ子は追手のクモオーグと配下の戦闘員たちに捕獲される。本郷はバッタオーグに変身、戦闘員らを瞬く間に惨殺し、ルリ子を救出してセーフハウスに身を隠す。そこに現れたルリ子の父・緑川弘は、本郷を生体エネルギー・プラーナの力によって変身する昆虫合成型オーグメンテーションプロジェクトの最高傑作として、強大な殺傷能力を持つ身体にアップグレードしたことを明かす。弘はその力を個人のエゴではなく、人のために使い自分たちが抜けた組織と対抗してほしいと語るが、そこに出現したクモオーグに殺されてしまう。再びルリ子を連れ去ったクモオーグを追って、本郷はルリ子からヒーローの象徴として与えられた赤いマフラーを首に巻いて「仮面ライダー」と名乗り、クモオーグを倒す。
予備のセーフハウスに身を隠す本郷とルリ子の前に政府の男と情報機関の男が現れ、警護と情報提供をする代わりに、本郷同様にオーグメントとなった者たちとその所属組織SHOCKER（ショッカー）の排除に協力してほしいと持ちかけられ、アンチSHOCKER同盟を結ぶ。父同様、元々はSHOCKERの一員であったルリ子は、SHOCKERが人類を幸福へと導くのではなく、最も深く絶望を抱えた人間を救済するために設立された非合法組織であることを明かす。ルリ子は自分の持つ力に苦悩する本郷を突き放して戦いから遠ざけ、SHOCKERの生化学主幹研究者コウモリオーグの元へ単身向かう。本郷は戦う覚悟を決めてルリ子の後を追い、コウモリオーグを倒す。一方、ルリ子の兄でSHOCKERの一員・緑川イチローは彼女が本郷を伴って自らの元に現れることを想定し、本郷と同様に昆虫合成型オーグメントとなった男・一文字隼人を用意する。
政府の男と情報機関の男は、猛毒性化学兵器を使用するサソリオーグを本郷たちの力を借りずに排除した上で、ルリ子と親しかったハチオーグを倒すよう依頼する。ハチオーグは本郷とルリ子に組織に戻るよう促すが、それを断られると街の人々を洗脳して操り、2人を襲う。本郷はハチオーグの洗脳システムを破壊するため、ルリ子をアジトへと単身向かわせ、上空から降下してサーバーを破壊する。本郷はハチオーグを倒すものの止めは刺さず、ルリ子とともに投降を勧めるが、サソリオーグのデータを応用した兵器を用いた情報機関の男によってハチオーグは殺されてしまう。彼女の死を嘆くルリ子を本郷は慰める。ルリ子は本郷との交流に、束の間の安心感と幸福を感じる。
サナギから羽化しチョウオーグとなったイチローはアジトを強襲した政府の実働班を壊滅させる。損傷もなく笑みを浮かべたまま亡くなっていた彼らに政府の男は疑問を抱くが、ルリ子はイチローがプラーナを強奪しハビタット世界に魂を送り込んでいると明かす。イチローの計画はすべての人間を同じようにハビタット世界に送り込むという人類滅亡計画であり、本郷とルリ子は阻止するべくイチローのアジトへと向かう。ルリ子とイチローは双方とも互いのデータを読み込むことで目的を達成する予定であったが、ルリ子はイチローの圧倒的な力を受け彼を止められない。イチローは、一文字こと第2バッタオーグと本郷を対決させる。一文字は本郷を痛めつけるが、ルリ子によるパリハライズでその洗脳が解かれ、赤いマフラーを首に巻かれ本郷を助けるよう頼まれる。しかし、突然現れたカマキリ・カメレオン（K.K）オーグによって、ルリ子は本郷の目前で命を落とす。一方、味方に転じた一文字によってK.Kオーグは倒される。本郷は自分のマスクに残されたルリ子の遺言を聞いて嗚咽したのち、政府の男と情報機関の男に過去の絶望を乗り越えての戦いへの思いを語り、彼女の遺志を継ぐ決意を表明する。
本郷はイチローの元へと向かうが、11体の大量発生型相変異バッタオーグの攻撃によってピンチに陥る。しかし、仮面ライダー第2号を名乗る一文字によって窮地を救われ、ともにバッタオーグたちを倒し、イチローのアジトへとたどり着く。イチローは圧倒的なプラーナの絶対量による戦闘力で反撃する。本郷と一文字は、イチローのプラーナの供給源である玉座に愛用のサイクロン号を特攻させて破壊する。イチローは完全体仮面ライダー第0号に変身、本郷らを追いつめるが次第に弱り、一文字にマスクを破壊され、本郷にルリ子によるパリハライズシステムが入った仮面ライダーのマスクを被せられる。マスクの中でイチローはルリ子の魂と和解し、計画を諦めたうえで、マスク内に3人が同時に存在できないことを察し、ルリ子を失いたくない思いからそこを離れ、死を受け入れる。同時に本郷も死闘の影響でプラーナを使い切り、一文字の目前でイチローとともに消滅する。
後日、政府の男と情報機関の男は一文字に、本郷が彼に自分の遺志を継いで仮面ライダーとして戦い続けてほしいと願っていたことを伝える。仮面ライダー第2+1号となった一文字はマスクにプラーナを固定した本郷と対話しながら、新たな敵・コブラオーグとの闘いに向かう。

## 登場人物

### 主要人物
本郷 猛（） / 仮面ライダー・第1バッタオーグ
主人公の青年。バイクでの旅をこよなく愛していたが、SHOCKERの緑川弘によって身体にバッタとのオーグメンテーション手術を施されて桁外れの跳躍力と腕力を持つ昆虫合成型オーグメント・バッタオーグになるも、ルリ子に救出されて以降は「仮面ライダー」と自らの意思で名乗って彼女と行動を共にする。
感情を表に出すことが苦手な「コミュ障」という設定で、作中でしばしば「優しすぎる」と評され、勝手に改造を受けたことにも怒りをあらわにはせず、常に他人のために尽くそうとする気性の持ち主である。
緑川 ルリ子（）
弘の娘で、彼とともにSHOCKERに所属していた。口癖は「私は常に用意周到なの」で、冷静沈着で頭脳明晰。ハチオーグからは「ルリルリ」と呼ばれている。組織の理念に疑問を抱き、組織を抜けて弘とともに本郷を助け出す。その正体は、SHOCKERの人工子宮によって生体電算機として生み出された存在で、目から脳にデータを直接インストールすることが可能。
当初は特注で作った赤いエナメルのコートの予定であったが、クランクイン当日に現実世界によりあり得る既製品の茶色の皮のコートを着ることとなった。また、ブーツも仮面ライダーが普段とアクションでの高さが違うことを踏襲して、ヒールの高さを場面によってアクション仕様とシルエット重視で変えている。
一文字 隼人（） / 仮面ライダー第2号・第2バッタオーグ
本郷と同様にオーグメンテーションを施された正義感に溢れる元ジャーナリストの青年で、洗脳化を強い精神力で制御して、元来の性格を保持している。仮面ライダーの前にSHOCKERの刺客として立ちはだかるが、ルリ子のパリハライズによって洗脳から解放され、悲しみを乗り越えたことで自らの魂を取り戻し、「SHOCKERの敵、そして人類の味方」として覚醒し、首に深紅のマフラーを巻いて「仮面ライダー第2号」と後に名乗るようになる。
行動基準を「好きかどうか」に置き、軽妙であるが群れることを嫌い、孤独を楽しむ性格のためバイクを愛好する。一方で洗脳を解かれる際には過去の悲しみを思い出して涙を流し、本郷の死を受けて孤独であることに寂しさを抱く、アンビバレントな心理を抱える人物でもある。
緑川 弘（）
SHOCKERに所属していた研究者で、ルリ子の父。オーグメンテーションを本郷に施した。

### SHOCKER
世界征服を企む悪の組織で、組織名は「Sustainable Happiness Organization with Computational Knowledge Embedded Remodeling（計算機知識を組み込んだ再造形による持続可能な幸福組織）」の略称。アイが演算した行動モデルを実行するために設立された非合法組織。
バッタやクモ、コウモリ、ハチなどを人間にオーグメンテーションを施して驚異的な能力を与える。
SHOCKERの創設者
SHOCKERを創設した日本の大富豪で、世界最高の人工頭脳・アイを生み出す計画を立案しその資金を調達した。その後、ケイとアイに人類を幸福に導く命令を与えた後、自殺した。
アイ
SHOCKERの創設者が立案した計画によって生み出された世界最高の人工知能。自ら作り出したジェイがバージョンアップしたケイによって外の情報を獲得し、最も深い絶望を抱えた人間を救済する行動モデルが最大多数の最大幸福であり、人類の目指すべき幸福であると設定した。
第2世代外世界観測用自立型人工知能 ケイ
アイが作り出した第1世代外世界観測用自立型人工知能 ジェイが1年後にバージョンアップした姿。SHOCKERの設立や本郷とルリ子、オーグメントの動向を監視する。アイが算出した「人類の幸福」を実現すべく行動する。
当初は特殊造形によるマスクでの撮影が行われたが、後に新たなデザインによるCG合成に差し替えられた。
クモオーグ
人間とクモの人外合成型オーグメントであるSHOCKERの上級構成員。組織の不安要素や裏切り者を排除する。
コウモリオーグ
人間とコウモリの合成オーグメントであるSHOCKERの上級構成員で、SHOCKERの生化学主幹研究者。普段は翼を隠しているが、展開することで高速飛行が可能。
ヒロミ / ハチオーグ
人間とハチの合成オーグメントであるSHOCKERの上級構成員。強力な切れ味を有する刀を武器とする。
緑川 イチロー（） / 仮面ライダー第0号・チョウオーグ
ルリ子の兄で、弘の息子。通り魔に母親を殺されたことで世界に絶望し、自らの理想郷を求めている。「ハビタット世界」に人間のプラーナを連れて行く力を持ち、全人類が肉体を捨て暴力の行使をなくす「ハビタット計画」を遂行させることこそが幸福の実現であると考えている。昆虫合成型アルティメットオーグメントであるチョウオーグとしては圧倒的なプラーナの絶対量で、2人の仮面ライダーを変身せずに相手する高い戦闘力を持つ。アルティメットハーフタイフーン（試作改良型）を起動させることによって仮面ライダー第0号へと変身する。
当初はルリ子の姉という設定で、初期プロットでは蝶女であった。チョウオーグの一部デザインは森山未來の写真を基に作成された。チョウオーグはオオゴマダラの白い部分を銀色に転換しており、「第0号」であることからシャドームーンや仮面ライダーXのようなライバル感を狙いつつ、ストロー状の口吻が開いた顎の部分から出ているようなギミックにしているが、実現しなかったという。体とエンブレムはアサギマダラが基になっているが、同じ青いチョウの戦士であるイナズマンがモチーフではないという。当初はチョウとトカゲの3種合成型オーグメントという設定も一時検討された。
庵野は森山が出演した舞台『髑髏城の七人』の天魔王をイメージしており、天魔王のように静かで淡々とした口調で演じている。
サソリオーグ
猛毒性化学兵器を使用するが、政府の男と情報機関の男たちによって排除された。手下は赤い襟のスーツで、大きなサソリオーグのエンブレムが中央に描かれた大きな盾を所持している。
当初は男性という設定であった。一部デザインは長澤まさみの写真を基に作成された。エンブレムは『仮面ライダーV3』のデストロンのエンブレムの要素を取り入れている。
カマキリ・カメレオン（K.K）オーグ
人間とカマキリとカメレオン、SHOCKER科学陣が作り上げた初めての3種合成型オーグメント。左がカマキリ、右がカメレオンと、顔の中央から半分に分割されたような構造のマスクを装着する。主な武器はナイフで、鎌での斬撃とマントによる透明化を駆使して戦う。クモオーグを先輩と称しており、彼の敵討ちに執心してSHOCKERを裏切った本郷とルリ子を襲撃した。
モチーフはかまきり男とカメレオン男。一部デザインは本郷奏多の写真を基に作成された。当初はカマキリとトカゲという案もあったという。前田のカマキリ面の案を基にアレンジして使い、出渕がゲルショッカー怪人のようにニコイチでデザインしており、割れたマスクからは電極がヘッドギアから頭部につながっているような、サイコパスっぽいキャラを意識している。カマキリの口は、かまきり男の口をメカニカルにしたイメージで、カメレオン部分は死神カメレオンのようにしており、目は、デザイン画では小さな穴を目の下にポツポツと開けていたが、造形では庵野によってえぐられて、タレ目のようなのぞきになった。ベルトとコンバーターラングは仮面ライダーのデザイン案が基となっている。破損したマスクのCGモデルも作成されたが、未使用となった。
大量発生型相変異バッタオーグ
イチローが用意した11体の群生相のバッタを模した黒いバッタオーグで、より凶暴な性質で、自動小銃と量産型のサイクロン号など、仮面ライダーと同等の力を持つ。
ベルトとコンバーターラングは仮面ライダーのデザイン案が基となっている。2022年の撮影時にベルトのカラーリングが一部変更された。
仮面ライダーとのバイク戦は、原作漫画のように雨の中で敵の仮面ライダーが並んでいるシーンを再現するため、6人のスーツとバイクを揃え、合成で11体に増やすという予定で実写によって撮影されたが、CGや実写ではその後の展開が困難であったことから、早々に編集でカットになった。
コブラオーグ
名前のみの登場。なお撮影段階ではサラセニアオーグも名前のみ登場していたが編集段階でカットされた。
SHOCKER下級構成員
人間に簡易的なオーグメンテーションを施したオーグメントで、常にマスクを装着して活動し、上級構成員の命で、様々な作戦行動に従事する。

### 政府関係者
政府の男
日本政府の関係者。SHOCKER関連事案の「後始末」を担当すると称して活動し、本郷たちと接触。ルリ子との交渉の末、彼女らと「アンチSHOCKER同盟」を結ぶ。
物語終盤、一文字の求めに応じて名を立花と名乗る。旧作に登場した立花藤兵衛を思わせるキャラクターであるが、演じた竹野内豊によれば、これが本名かどうかは定かではない。
竹野内は本作品のほか、『シン・ゴジラ』『シン・ウルトラマン』でも名前や外見が似通った人物を演じており、同一人物かどうかは確かなものはないが、「すべてがなんとなく同一人物に見えるよう意識して」演じていると語った。
情報機関の男
情報機関所属の男。政府の男のバディ的存在。
物語終盤、名を滝と名乗る。
演じた斎藤工は竹野内同様、『シン・ゴジラ』『シン・ウルトラマン』に続いての起用である。

## キャスト
- 本郷猛 / 仮面ライダー・第1バッタオーグ - 池松壮亮[37][17]
- 緑川ルリ子 - 浜辺美波[37]
- 一文字隼人 / 仮面ライダー第2号・第2バッタオーグ - 柄本佑[38]
- 緑川弘 - 塚本晋也[2][39]
- SHOCKERの創設者 - 松尾スズキ[39][40]
- コウモリオーグ - 手塚とおる[2][39]
- ヒロミ / ハチオーグ - 西野七瀬[2][40]
- カマキリ・カメレオン（K.K）オーグ - 本郷奏多[40]
- 背広の男 - 上杉柊平[41]
- サソリオーグ - 長澤まさみ[40]
- 本郷猛の父 - 仲村トオル[41]
- 犯人 - 安田顕[41]
- 緑川イチローの母 - 市川実日子[40]
- ケイの声 - 松坂桃李[40]
- クモオーグの声 - 大森南朋[40]
- 谷遼
- 大西賢斗
- 志波昴星
- 平野舞
- 村本明久
- 加藤千尚
- 武本健嗣
- 山中良弘
- 梅舟惟永
- サソリオーグの手下[42] - 上杉美浩
- 川崎琴之
- 橘レイア
- 山田あや乃
- 小田桐麗奈
- 竹下ひな乃
- 粟大和
- 佐藤翔
- 早川進人
- 檜山玲音
- 山本主税
- 米田敬
- 渡辺潤
- 進藤光希
- 西田裕輔
- 村田佑輔
- 朝日玲奈斗
- 伊藤浩志
- イワゴウサトシ
- 宇江山ゆみこ
- 小野聖佳
- 小野瀬侑子
- 風木里咲
- 彩月
- 菅原理久十
- 初鹿史弥
- 細谷雄太
- 羊華
- 園田裕樹
- 月川修
- 小木下英樹
- 佐藤まんごろう
- 松林慶知
- 及川伸
- 松本善恵
- 三浦英知
- 今村亘
- 志村宗一郎
- 中田大輔
- 川西隆由樹
- 上田乃維
- ラブ守永
- ムラヤマ・J・サーシ
- 中村雄三
- 近藤隆幸
- 武田太一
- 中村源太
- 村井雄治
- 虎島貴明
- 越後屋コースケ
- 菊池康弘
- 田島章寛
- 合田慎二郎
- 山口智広
- 大南友希
- 広瀬さや
- 情報機関の男 - 斎藤工[36]
- 政府の男 - 竹野内豊[35]
- 緑川イチロー / 仮面ライダー第0号・チョウオーグ - 森山未來[2][26]

## スタッフ
出典：パンフレット
- 製作 - 村松秀信、西新、野田孝寛、緒方智幸、古澤圭亮、藤田浩幸、菅井敦、香田哲朗、池邉真佐哉、飯田雅裕、池田篤郎、田中祐介
- 原作 - 石ノ森章太郎
- 脚本 - 庵野秀明
- スーパーバイザー - 小野寺章
- エグゼクティブプロデューサー - 白倉伸一郎、和田倉和利
- 企画・プロデュース - 紀伊宗之
- プロデューサー - 小出大樹
- ラインプロデューサー - 森徹、森賢正
- アソシエイトプロデューサー - 川島正規
- コンセプトデザイン - 庵野秀明[注釈 4]
- デザイン - 前田真宏[注釈 5]、山下いくと[注釈 6]、出渕裕[注釈 7]
- 扮装統括・衣裳デザイン - 柘植伊佐夫[注釈 8]
- 撮影 - 市川修、鈴木啓造
- 照明 - 吉角荘介
- 美術 - 林田裕至
- 録音 - 田中博信
- アクション監督 - 田渕景也
- 装飾 - 坂本朗
- 装置設計 - 郡司英雄
- ヘアメイク - 古川なるみ、会川敦子
- VFXスーパーバイザー - 佐藤敦紀
- 編集 - 辻田恵美
- 整音 - 山田陽
- 音響効果 - 野口透
- アクションプリヴィズスーパーバイザー - 鬼塚大輔
- ポストプロダクションスーパーバイザー - 上田倫人
- VFXプロデューサー - 井上浩正、大野昌代
- ビジュアルデベロップメントディレクター - 小林浩康
- カラーグレーダー - 齋藤精二
- カースタント&コーディネーター - 西村信宏
- 音楽プロデューサー - 島居理恵、本谷侑紀
- 宣伝プロデューサー - 湯口隆明
- キャスティング - 杉野剛
- スクリプター - 田口良子
- 脚本協力 - 山田胡瓜
- 助監督 - 中山権正
- 製作担当 - 片平大輔
- 仮面ライダー造形 - 藤原カクセイ
- オーグ造形統括 - 百武朋
- チョウオーグ雛形制作 - 竹谷隆之
- モーションアクター - 掛川将希、小澤雄喜、藤田啓子、庵野秀明
- タイトルロゴデザイン - 庵野秀明、小林浩康
- 光学作画 - 庵野秀明
- 総宣伝監修 - 庵野秀明
- プロモーション映像 A・B演出 - 庵野秀明
- 超特報・特報・予告編演出 - 庵野秀明
- 仮面ライダー・仮面ライダー第2号イメージビジュアル - 前田真宏
- 超ティザー/ティザー/本ポスターデザイン - 庵野秀明、轟木一騎
- ロケハン協力 - 田﨑竜太
- 音楽 - 岩崎琢
- 「シン・仮面ライダー」製作委員会（東映、テレビ朝日、ADK EM、カラー、バンダイ、電通、ホリプロ、Akatsuki、MBS、朝日新聞社、東宝芸能、GYAO）
- 制作プロダクション - シネバザール
- 配給 - 東映
- 副監督 - 轟木一騎
- 准監督 - 尾上克郎
- 監督 - 庵野秀明

## 音楽
音楽を担当した岩崎琢は、庵野から台本以外はラッシュも何もない状態でデモ音源を自由発想で作ってほしいと言われ、過去に自身が担当してきた仕事と比べると、相当戸惑うところがあったという。
ラッシュでは岩崎が過去に担当したアニメ『ヨルムンガンド』などの音楽がイメージの合う仮の音楽として付けられていたことで、どのようなものを求められていたのかが掴むことができたといい、それをもとに庵野の作ってほしいものを察しながらデモ音源を作り、それに庵野からの指示をもらい、対応するという流れであった。
基本的に1971年版の劇伴楽曲は元の音源をそのまま使っているが、新規で作られた曲は庵野から音色でバイクの音を模倣したり、過去の曲のモチーフを切り取って入れるというようなものは違うと言われたため、仮面ライダーを意識しないように作った。

### 音響協力
- 忍び寄る影 -  作曲：菊池俊輔
- 秘密結社ショッカー - 作曲：菊池俊輔
- 頻発する怪事件 - 作曲：菊池俊輔
- 孤高の魂 - 作曲：菊池俊輔
- 前哨戦 - 作曲：菊池俊輔
- Nulla in mundo pax sincera,RV 630（まことの安らぎはこの世になく（英語版））
- OLD ARMY MARCH"CEDDIN DEDEN"(Your forefathers) （ジェッディン・デデン（祖先も祖父も））
- "DIVERTIMENTO"IN D MAJOR,K.334-3rd Mov.:Menuet and Trio （ディヴェルティメント第17番 (モーツァルト)）

### エンディング曲
「レッツゴー!! ライダーキック」
作詞 - 石ノ森章太郎 / 作曲・編曲 - 菊池俊輔 / 歌 - 藤浩一、メール・ハーモニー
「ロンリー仮面ライダー」
作詞 - 田中守 / 作曲・編曲 - 菊池俊輔 / 歌 - 子門真人
「かえってくるライダー」
作詞 - 滝沢真里 / 作曲・編曲 - 菊池俊輔 / 歌 - 子門真人

## 制作
本作品の制作は、東映の子会社であるティ・ジョイがアニメーション映画『ヱヴァンゲリヲン新劇場版:Q』（2012年）を配給したことに際し、当時東映からティ・ジョイに出向していた紀伊宗之プロデューサーが、同作品の総監督も務めていた庵野と密な関係を構築したことにより、本作品の制作発表から遡ること6年前の2016年1月8日に庵野から最初の企画メモを渡されたことから始まる。その後、2018年2月7日に庵野から本作品の企画案が白倉と紀伊に渡された。公開時期は当初、仮面ライダー生誕50周年に当たる2021年を目指して準備を進めていたが、コロナ禍による影響で上映作品の玉突き現象が発生し、余裕を持って2023年公開にすることに決められた。
庵野は、ATACなどでの過去作の啓蒙活動や資料保存に加えて、「新作」を作ることで自作でオリジナルを越えるのではなく、社会にオリジナルの魅力を拡げ、世間にオリジナルの面白さを再認識してもらうことが恩返しであったと語った。そのために50年以上継続するIPを、「作品」と「商品」両方のバランスを考えながら、現在まで続くシリーズとは異なるラインでの再構築を目指し、特撮を知らない世間のローコンテクストと半世紀の歴史が作った特撮ヒーローファンとのハイコンテクストの融合・共存を目指し、作っていった。
テレビシリーズのほかに、原作漫画『仮面ライダー』などを検証・分析・変換・再構成して新たな劇場映画にしたという。
『シン・ウルトラマン』では、集まった映像素材で編集を行い、不足部分は本番映像の製作前に仮映像をCGで製作してイメージを掴む「プリビズ」と呼ばれる手法で割り出して、それを補完する形でCGの修正や再撮などを行っていたが、本作品ではそのアップデート版のやり方で、『シン・ウルトラマン』で『シン・ゴジラ』の反省点を修正し、本作品でその課題が残った部分を修正している。
製作当初は『シン・ゴジラ』しか存在せず、同作品のリアリティラインで「世界征服を企む悪の秘密結社」という設定では、少し子ども向けな感じがしたことから、SHOCKERを現代社会で成立させる現代性として庵野から提示された「幸福を追求する組織」というアイデアを掘り下げていき、皆が良かれと思ってやっていることが結果的に悪いことになり、元来は幸福を追求しており、完全な悪ではないが、純粋な理念を追った結果、やばい組織になったという組織像となった。

### デザイン
デザインは前田真宏、山下いくと、出渕裕が担当。全員が割り振りを決めずに仮面ライダーなどのラフ案を描き、それぞれのデザインの方向性を庵野が絞っていった結果、各自の得意分野に落ち着いていった。
出渕は、過去に自身がデザインを担当した『仮面ライダー THE FIRST』の時に襟を立ててライダースーツにしたり、肩やヒジ、ヒザにパッドをつけたり、現在の仮面ライダーはこういうものという出渕自身の最適解を出していたため、どうしてもそちらに近づいていってしまい、仮面ライダーの原点に立ち返る仕事が『THE FIRST』の後にくるとは思っていなかったと語った。マスク系のほかに、前田がアプローチしたハイブリッドなクリーチャー系のものや、山下が手掛けたメカニカルな感じのデザイン案が出た中で、結果的に紆余曲折を経て1971年版のライダーのようなデザインに収斂されていった。オリジナルの仮面ライダーのマスクや衣裳の細部まで検証していき、当時の技術による部分も再現して、当時のテイストに近づけている。
オーグメントは人間そのものが異形の姿となってそれを隠すためにマスクを被っているという設定で、オーグメントとしてのもうひとつの顔がその下にあり、その両方を連携させたデザインにしている。出渕が過去に手掛けた『仮面ライダー THE FIRST』との差別化を図り、『仮面ライダー』の美術監督を務めていた高橋章へのリスペクトから、マスクにワンポイントとしてエンブレムや認識用プレートを付けている。また、オリジナルのライダーが、全身タイツを衣裳の下に着て、首筋が見えないようにするのではなく、髪の毛が首筋から見えており、見えるものは見えるということになっていたため、オーグメントでは髪の毛が出ているというのがひとつのデザインコンセプトになった。
SHOCKERのエンブレムは、当初は多くの目玉が付いているようなデザインもあったが、最終的に原典のショッカーのレリーフ中央に備わっていたランプの位置に、目の意匠を盛り込んでいる。

### キャスティング
本作品のオーディションが行われた際、本郷猛役の池松壮亮は上海にいたため、対面ではなく、オンライン形式で行われ、「本作品についてどう思う？」などといった話が主で台詞をひとつ読んだくらいであった。合同記者会見で庵野は自身の中で藤岡弘、が演じる本郷猛のイメージが強すぎて、異なる方向性を目指さなければならない時に池松がマッチしたと語っている。
ヒロインの緑川ルリ子役の浜辺美波は、浜辺が掲載された東宝の企業カレンダーが庵野の目に止まったことで、オファーに結び付いた。

### 撮影

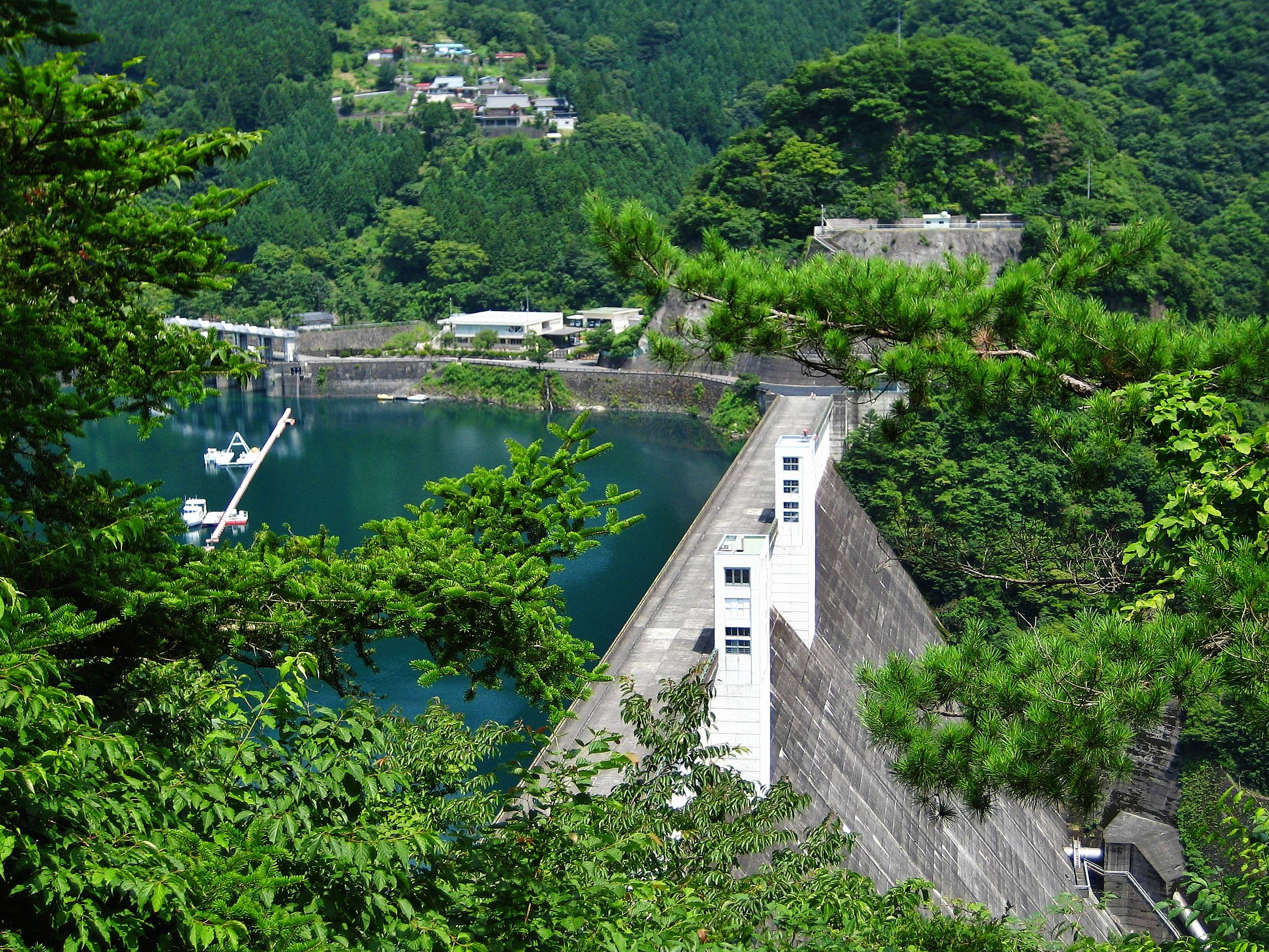
ロケ地の一つ、 小河内ダム（東京都）

撮影は山口県宇部市、東京都調布市、神奈川県川崎市、山梨県富士河口湖町・北杜市・笛吹市・鳴沢村、茨城県神栖市・鹿嶋市、福島県須賀川市、兵庫県神戸市、静岡県小山町、群馬県高崎市で行われた他、小河内ダムなど『仮面ライダー』でも使用されたロケ地などでも行われている。また、当時と同じ山のかたちや土の色のものを探し、当時の映像と同様の印象になるようにしている。クモオーグのシーンでは1971年版の第1話と同様の道を借りているほか、小河内ダムのシーンでは当初は水量が多くて撮影できなかったが、水がなくなったタイミングで再度撮影している。また、デジタルカメラに当時の撮影で使われていた16ミリカメラ用のズームレンズを付けられるように改造して撮影したカットもある。
また、新たな構図を追求する中で、多くのiPhoneやGoProも使用されたほか、プロモーション映像や序盤の仮面ライダーの登場シーンなどはカメラの動きやレンズサイズ、アングルやズームのタイミング、クランクインの時期も可能な限り当時のものに近づけている。
iPhoneは手持ちでの撮影のほか、様々な場所にかなりの台数を設置して撮影していたといい、大きなカメラでは地面すれすれでバイクが走るショットを狙いたいときに地面から20センチくらいの高さまでしか下がらないが、iPhoneでは1,2センチまで下がれ、泥をかぶっても水洗いができるため便利であったという。
その一方で一切コンテがなかったといい、多くのシーンをまず撮影して、編集して少し足りないカットを撮り足し、また編集する、というのの繰り返しであった。
本作品では、演者本人が変身後の大半のシーンを演じているほか、モーションキャプチャスーツを着た撮影も行われた。
2021年10月3日に撮影が開始され、2022年1月末に本作品の撮影は一段落し、編集は2023年1月4日に終了したという。

## プロモーション

### 2021年
4月3日、かつて『仮面ライダー』の第1話が放送された日時である4月3日の19時30分より、丸の内TOEIにて行われた「仮面ライダー生誕50周年企画発表会見」にて、この日は生誕50周年企画の発表として、『仮面ライダーW』の後日譚を描く漫画『風都探偵』のアニメ化、『仮面ライダーBLACK』のリブート作品となる『仮面ライダーBLACK SUN』と併せ、最後の目玉として本作品の制作が発表された。同時に前田真宏が描いたイメージ画も解禁された。また、公開された特報は4月4日から全国の映画館で上映された。同日には庵野秀明が構成した『生誕50周年 仮面ライダー メモリアル映像』が配信されたほか、彼の企画による『仮面ライダー』の出版企画の検討を開始していることも発表された。この制作発表当時、東映の取締役かつテレビ第二営業部長であった白倉伸一郎は、制作発表の会見にて「全人類に向かって放つ作品になる。まだ確定はしていないが、全世界同時公開を目指している」と述べている。また、同会見で庵野は「本企画は50年前にテレビ番組から受けた多大な恩恵を、映画作品というかたちで50年後に少しでも恩返しをしたいという想いから始めた」と語り、「子供のころから続く大人の夢を叶える作品を、大人になっても心に遺る子供の夢を描く作品を、東映生田スタジオと石ノ森章太郎が描いていたエポックメイキングな仮面の世界を現代に置き換え、当時の映像を知らなくても楽しめるエンターテインメント作品を目指す」とコメントを寄せている。
8月15日、公式Twitterにて準備稿の表紙が公開された。
9月30日、『シン・仮面ライダー対庵野秀明展』合同記者会見にて、キャラクターの新ビジュアル、初公開となるプロモーション映像2種にて、本作品に登場する仮面ライダーやサイクロン号、蜘蛛男などのビジュアルが初めて披露されたほか、主演ならびにヒロイン、そしてデザイン担当スタッフも併せて発表された。同会見には出演が発表された池松壮亮や浜辺美波のほか、監督・脚本の庵野も登壇。前述のプロモーション映像2種の演出意図の差異に触れつつ、「（『仮面ライダー』を）当時観ていた人たちのノスタルジーと、現代の若者が楽しめるものを融合したものを目指したい」と語っており、会見の締めには「僕が観たかったライダーを作るのではなく、僕と同じ世代に「こういうライダーも良いよね」と思ってもらえる、そしていろんな世代に楽しんでもらえる作品にしたい」「なおかつニチアサでやっている仮面ライダーとは異なるラインの仮面ライダーをつくりたい。自分だけではなく、キャストやスタッフ、観客も楽しめるうえで、自分も面白かったと思えるようなものにしたい」と、本作品の制作に対する意気込みを述べた。
10月10日、一文字隼人の誕生日に合わせ、前田が描いた本作品に登場する仮面ライダー第2号のイメージ画が公開された。

### 2022年
1月1日、『仮面ライダー』第40話の放送日から50年後の同日に合わせ、一文字隼人 / 仮面ライダー第2号 役を柄本佑が演じることが発表された。また、それと同時に仮面ライダーと仮面ライダー第2号が並び立つビジュアルが公開された。
3月18日、『仮面ライダー対ショッカー』の公開日から50年後の同日に合わせ、本作品に登場する秘密結社SHOCKERの情報が発表された。また、同日から4月1日まで東京・丸の内TOEIの外壁にてSHOCKERの大型エンブレムが掲出された。
5月13日、全国の映画館やYouTubeにて特報映像の第2弾が公開。これに合わせて塚本晋也ら追加キャスト・スタッフ、ティザーポスタービジュアルも新たに発表された。

### 2023年
2月10日、『仮面ライダー』第98話（最終回）の放送日から50年後の同日に合わせ、全国の映画館やYouTubeにて予告が公開。これに合わせて公開日、新ポスタービジュアル、塚本と手塚の役柄、追加キャストとして西野七瀬、森山未來が新たに発表された。
3月23日、それまで未発表であったキャスト10名と既報であったキャストの役名が発表され、YouTubeではそのキャストの出演シーンを含んだ「追告」が公開された。
3月25日、YouTubeの東映映画チャンネルで本作品の冒頭2分49秒のシーンが期間限定で公開された。
4月10日、東京・丸の内TOEIで行われた大ヒット御礼舞台挨拶にてキャストの池松壮亮、浜辺美波、柄本佑、森山未來、監督・脚本の庵野秀明が登壇し、庵野が『仮面の世界（マスカーワールド）』というタイトルの続編構想を明かしたほか、前田真宏が描いたチョウオーグ / 仮面ライダー第0号のイラストが披露された。

## 公開

### 日本国内
2023年3月18日に全国で一般公開され、前日の17日18時より一部劇場を除いて全国で最速上映が行われた。この最速上映ではキャストの池松、浜辺、柄本、西野七瀬、塚本晋也、手塚とおるが登壇する舞台挨拶が新宿バルト9で開催され、ライブビューイングで全国の339スクリーンに中継が行われた。その後、池松・浜辺・柄本・西野はそれぞれがエリアごとに分かれて全国各地の42劇場を訪れるゲストビジットが18日・19日に行われた後に再び、新宿バルト9にて池松・浜辺・柄本が登壇して舞台挨拶を行った。
また、本作品はIMAX、4DX、MX4D、ドルビーシネマでの上映も行われ、IMAXと4DXは3月17日の19時以降、ドルビーシネマは3月24日、MX4Dは4月14日よりそれぞれ公開を開始した。

#### 入場者特典
- 第1弾入場者特典として最速上映より各キャラクターを捉えた全10種のカードが1セット2枚入っている「『シン・仮面ライダー』カード 劇場版」が全国合計100万名に配布された[98][99]。また、数量限定でキャスト自筆の役名が入ったレアカードも用意された。
- 第2弾入場者特典として3月24日より前田真宏によるサイクロン号に乗った仮面ライダーのイラストに池松壮亮、浜辺美波、手塚とおる、西野七瀬、塚本晋也、森山未來、大森南朋といった出演者自筆の役名サインが寄せ書きのように印字された「イラストサインペーパー （色紙サイズ）/仮面ライダーver.」が全国合計50万名に配布された[100][101]。なお、この色紙は1971年版『仮面ライダー』放送時に行われていた「仮面ライダーショー」にて石ノ森章太郎のイラスト入り色紙にショーの場で仮面ライダーがサインを書き入れるために配布された色紙をオマージュしたものである。
- 第3弾入場者特典として3月31日から4月6日まで前田による仮面ライダー第2号のイラストに柄本、森山、長澤まさみ、本郷奏多、松坂桃李、松尾スズキ、上杉柊平、大量発生型相変異バッタオーグのスーツアクターを担当した柏崎隼風といった出演者自筆の役名サインが寄せ書きのように印字された「イラストサインペーパー （色紙サイズ）/仮面ライダー第2号ver.」が全国合計50万名に配布された[102][103]。
- 第4弾入場者特典として4月7日より「SHOCKER識別IDタグ」が全国合計50万名に配布された[104][105]。
- 第5弾入場者プレゼントは4月14日より『シン・仮面ライダーカード劇場版2』50万パック限定、全10種。
- 第6弾入場者プレゼントは4月21日より『シン・仮面ライダーカード劇場版3 SHOCKERパック』30万パック限定、全5種。
- 第7弾入場者プレゼントは4月28日より『シン・仮面ライダーカード劇場版 エヴァンゲリオン コラボver.』100万パック限定、全5種。
- 最終入場者プレゼントは5月19日より『シン・仮面ライダー』×『エヴァンゲリオン』リバーシブルミニポスター4枚セット（A4サイズ）。20万セット限定。

#### 同時上映
ゴールデンウィーク企画として2023年4月28日から5月11日まで『シン・エヴァンゲリオン劇場版』Blu-ray & DVD収録特典映像『EVANGELION:3.0(-46h)劇場版』が本編冒頭に上映。劇場上映用に音響を再調整した劇場上映フォーマットであるDCP（デジタルシネマパッケージ）で上映。

#### 興行成績（日本）
完成報告と初号試写が行われたのは最速上映から10日前の3月7日であり、一般向け・マスコミ向けの試写上映を行わずに試写は初号試写と3月12日に関係者を招待して行われたプレミア上映会のみと最小限の情報のみしか明かされない徹底したシークレットな宣伝で17日は全国で一斉に最速上映を行うために18時以降しか上映が行われない状況で初週を迎えたが、17日からの3日間で動員34万5,000人、興収5億4,200万円を記録し、全国動員ランキングでは2位にランクインした。
なお、初日から3日間の興収比では『シン・ゴジラ』の約64パーセント、『シン・ウルトラマン』の約54パーセントという記録となった。
2023年4月23日時点で、興行収入20億2,000万を突破した。20億を突破したのは、シリーズ史上初である。

### インターネット配信
2023年7月21日より、Amazon Prime Videoで、世界200以上の国と地域において独占配信が開始された。

## 作品の評価
2023年11月30日にイー・ガーディアンが発表した「SNS流行語大賞 2023」（同社が独自集計した、指定期間中にX（旧Twitter）で最も投稿された単語のランキング）ではドラマ・映画部門の1位となった。

### 受賞その他
- 第66回ブルーリボン賞
  - 助演女優賞（浜辺美波、『ゴジラ-1.0』と合わせて）[118]
- 第47回日本アカデミー賞
  - 優秀助演女優賞（浜辺美波）[119]
- 映画芸術 2023年日本映画ベストテン＆ワーストテン
  - ワースト6位[120]
- 第74回芸術選奨新人賞
  - 映画部門（池松壮亮、『せかいのおきく』『白鍵と黒鍵の間に』ほかと合わせた実績により）[121][122]

## 映像ソフト化
2024年11月20日発売。発売・販売元はキングレコード。Blu-ray / DVD、4K ULTRA HD Blu-rayでリリース。
- シン・仮面ライダー 通常版（1枚組）
  - 映像特典
    - 特報
    - 予告
    - 追告
- シン・仮面ライダー 初回限定版（3枚組）
  - ディスク1：本編Blu-ray
    - 本編に「撮影地情報字幕スーパー」「バリアフリー字幕」表示オプションあり
    - 映像特典
      - 超特報
      - 特報
      - 予告
      - 追告

  - ディスク2：特典Blu-ray1
    - プロモーション映像集
      - メモリアル映像
      - プロモーション映像A
      - プロモーション映像B
      - TV SPOT 15秒
      - TV SPOT 30秒
      - 30秒追告
      - 終映告知映像

    - キャラクター動画　
      - 本郷猛×緑川ルリ子編
      - 本郷猛×一文字隼人編
      - 緑川ルリ子×ハチオーグ / ヒロミ編

    - SHOCKER presents 不定期『シン・仮面ライダー』撮影現場調査報告
      - 第1回
      - 第2回
      - 第3回
      - 第4回
      - 最終回

    - VFX Breakdown
      - 第1弾 仮面ライダー / 本郷猛 編
      - 第2弾 クモオーグ 編
      - 第3弾 コウモリオーグ サソリオーグ ハチオーグ K.Kオーグ 編
      - 第4弾 イチロー / チョウオーグ 編
      - 第5弾 仮面ライダー第2号 / 一文字隼人 編

    - 全国ゲストビジット ダイジェスト映像
    - OMITシーン

  - ディスク3：特典Blu-ray2
    - シン・仮面ライダー 各話フォーマット版（全5話）
      - 幕前+第1幕「怪奇クモオーグ」
      - 第2幕「恐怖コウモリオーグ」
      - 第3幕「怪人サソリオーグ！」「怪異！ハチオーグ」
      - 第4幕（前編）「死斗！復しゅう鬼K.Kオーグと対決!!ライダー対第2バッタオーグ」
      - 第4幕（後編）「至高の超人チョウオーグと13人の仮面ライダー」

    - 第4幕（後編）ED プロモーション版
    - ノンテロップOP・ED・新番組予告
      - 新番組予告『シン・仮面ライダー』
      - 幕前+第1幕 OP
      - 第2幕 OP
      - 第3幕 OP
      - 第4幕（前編） OP
      - 第4幕（後編） OP
      - 幕前+第1幕・第2幕 ED
      - 第3幕 ED
      - 第4幕（前編） ED
      - 第4幕（後編） ED プロモーション版
      - 新番組予告『シン・仮面ライダー 仮面の世界』

  - 封入特典
    - ブックレット（16P）
- シン・仮面ライダー 完全受注限定版（4枚組、2024年4月22日12:00～2024年6月16日23:59まで受注）
  - ディスク1：本編Blu-ray（初回限定版と共通）
  - ディスク2：本編4K ULTRA HD Blu-ray
  - ディスク3：特典Blu-ray1（初回限定版と共通）
  - ディスク4：特典Blu-ray2（初回限定版と共通）
  - 封入特典
    - ブックレット（16P）
    - レプリカマフラー2本セット（仮面ライダー、仮面ライダー第0号）
    - ムービーモンスターシリーズ（仮面ライダー ライダーキックver.）
- 【Amazon.co.jp / キングレコード限定】シン・仮面ライダー 完全受注限定版（Amazon ver. / キングレコードver.）（4枚組、2024年4月22日12:00～2024年6月16日23:59まで受注）
  - セット内容
    - シン・仮面ライダー 完全受注限定版
    - ムービーモンスターシリーズ（クモオーグ、コウモリオーグ、サソリオーグ、ハチオーグ、カマキリ・カメレオン（K.K）オーグ）
    - Special 収納BOX（Amazon ver. / キングレコードver.）

## 他媒体展開

### 漫画
本作品を題材としたコミカライズ作品『真の安らぎはこの世になく -シン・仮面ライダー SHOCKER SIDE-』（しんのやすらぎはこのよになく シン かめんライダー ショッカーサイド）が、2022年12月22日発売の『週刊ヤングジャンプ』2023年4・5合併号から2025年5月22日発売の2025年25号まで連載された。漫画ではSHOCKERの視点からオーグメントや緑川イチロー、緑川弘の前日譚を描いたオリジナルストーリーを展開。クレジットは原作：石ノ森章太郎、映画『シン・仮面ライダー』脚本：庵野秀明、監修：八手三郎、漫画脚本：山田胡瓜、作画：藤村緋二。

#### あらすじ（漫画）
緑川イチローは、転校生のマモルをいじめっ子から庇ったことから自身がいじめのターゲットにされた上、母親が通り魔に殺害されるという不幸が重なる。耐えかねていじめっ子に暴力を振るったのをきっかけに退学届を提出し、以降は父親・弘と共にSHOCKERの研究施設に移住する。そこで「クモ」や「サソリ」といったSHOCKER構成員やSHOCKERのAI「アイ」の外世界観測用自立型人工知能であるケイと交流を深めるが、「アイ」を制御するためのクリプトキューブと研究情報を狙ってイチローと弘をSHOCKERフロント企業「ファウスト」の幹部であり創業派のクラークが拉致する。クモやサソリがイチローたちを救うために戦うが、その際にクラークの軍事用ドローンからの銃弾をイチローが浴び、重傷を負う。
イチローを救うため、弘は自身の研究成果であるプラーナ技術をイチローに施し、これによってイチローは一命を取り留めるが、プラーナの影響で人外の力を身につけ、何か別の生き物が自分の中にいる感覚に苛まれる。
クラークを殺害された報復としてファウスト幹部のヘルマンらは弘が勧誘した研究者を殺害。これを受け、イワンたちは、ファウスト幹部たちの粛清を実行した。
SHOCKERアメリカ支部のウルフソンは、独自開発したAI「カイ」による人類洗脳での世界幸福を唱えるが、これは「アイ」の方針には沿わないものであった。ケイの発案でSHOCKERアメリカ支部との全面対決に向かうが、「カイ」による行動予測によって戦闘はイチローたちに不利に進む。ケイによる予測困難な行動（味方である「サソリ」をケイが殴ったり）や、ルリ子がプラーナを介してイチローの行動を操るなどで、五分に戻すが、「サソリ」の人格が破壊され、好戦的ではない本来の人格「詩織」が目覚め、戦線から脱落する。（以上、単行本3巻まで）

#### 登場人物（漫画）
緑川 イチロー（）
主人公。
カートリッジ式のプラーナをベルトから吸収することで一時的なパワーアップを行うことができるが、そのプラーナは死刑囚から集められたものであり、硝子の殺害犯も含まれていた。これにより、イチローの精神は蝕まれて行くことになる。
緑川 弘（）
イチローの父親。神経科学専門の研究者。妻の硝子を通り魔に殺されて以降、イチローと共にSHOCKERの研究施設に移住後はプラーナの研究に注力しており、後にクラークの手で瀕死の重傷を負った息子を救うためプラーナ技術を用いた施術を行う。
緑川 硝子（）
イチローの母親。通り魔事件に巻き込まれて意識不明の状態に陥り、入院療養の末、意識を回復しないまま亡くなる。
緑川 ルリ子（）
イチローの妹。弘が最初にイチローに行った説明ではSHOCKER同志の遺児であり、事故で家族が死亡した際に唯一生き残ったものの、事故の影響で脳に大きな損傷を受け、弘によって欠損部分を機械化された生体電算機となった。実態は人工子宮を用いて弘の遺伝子から作られた人造人間であり、生まれながらの改造人間である。
ケイ
アイの外世界観測用自立型人工知能。イチローの教育係。アイによって作られた。
セリフの中に英単語を含んでいた場合、その英単語が英語圏ネイティブな発音になるが、これは「サソリ」から八つ当たり気味にそう指示されたためであると、単行本おまけ4コマに描かれている。
イワン
弘をSHOCKERに勧誘した科学者で幹部の1人。クラークからは「死神」と呼ばれている。創業派とは対立する派閥で「絶望派」とも呼ばれる。
旧体制のファウスト、創業派に対して粛清を行う。
「サソリ」
SHOCKERの女性構成員。改造人間。英単語混じりのしゃべり方をするが、英単語の発音がカタカナ英語風で、さらには誤っていることもあり、イチローに指摘されている。
もともとは詩織（しおり）という名の少女が、義父によるDVなどにより、薬物などに逃避の結果生まれた人格である。
創業派との戦いで暴走したクモオーグに右腕を切断され、生身と見分けのつかない精巧な義手（変形機能あり）となる。
「クモ」 / クモオーグ
SHOCKERの男性構成員。蜘蛛の仮面を被った改造人間。紳士的な態度で他者に接し、森の中で小鳥に餌をあげるのを趣味とする。
かつて男性の恋人がいたが、彼がゲイであることで差別を受けている最中に、自分はカミングアウトする勇気がなくそれに同調し、その後恋人は自殺する。この罪悪感から自らへの罰として顔を溶かし、マスクを被る。愛する人を死へと追いやった人間を自分自身も含めて嫌い、非人間化することを望む。イワンの強化手術により人外合成型オーグメント第1号クモオーグとなる。手術後の様子を見てイワンは「失敗作」と断じていた。
山田胡瓜は、映画ではSHOCKER上級構成員の物語は個人の絶望から始まっているため、製作時に脚本を見てオーグにも絶望の理由があるはずだと考え、山田なりにオーグの過去を考えて、時には庵野に感想として伝えた。漫画の企画がなったさいに、改めて自分のアイデアを映画製作陣に提案しストーリーを膨らませている。
「アイ」
創業者たちによって開発されたAI。
綾小路 律子（）
アメリカ支部撃破以降には、幹部の1人となっている。幹部となり、イワンや弘の方針に異を唱えるイチローに協力を申し出る。
クラーク
SHOCKERの幹部の1人で、フロント軍事企業、ファウストの幹部。創業派。ファウストは元々はブレイン・マシン・インタフェースを研究するアメリカに研究機関であったが、実用化できる研究結果を出せずアメリカ資本から切り捨てられたとこを石神グループの融資を受け、SHOCKER傘下となった。
ファウストの研究所に弘らを誘拐し、イチローの命の補償を対価にクリプトキューブを渡すように要求した。なお、緑川親子以外の絶望派の人間には執着する対象がなく、脅しが効かないとのこと。
機械化による強化人間であり、腕からレーザーを発射する。その戦闘力はクモとサソリの2人を同時に相手どれるほどであったが、イチローが軍事ドローンを捕縛した隙を狙われてクモに殺される。クラークの死は最終的に事故として処理された。
ヘルマン
SHOCKERの幹部の1人で、フロント軍事企業、ファウストの幹部。創業派。
イワン主導の創業派のためにアジトに突入してきたイチローたちに人型兵器「ガーディアン」を差し向けるが、ガーディアンはすべてクモオーグに破壊され、交渉のために姿を現したところ、暴走状態のクモオーグによって胴体に風穴を開けられ死亡した。死体はイワンによって蘇生され、プラーナ技術による洗脳を行ったうえでファウストの幹部として元々のブレイン・マシン・インタフェースの研究のための指揮を執っている。
ウルフソン
SHOCKERアメリカ支部の幹部。人類をAIによって支配し、戦争や格差を根絶することを目指す。
「天使」たち
双子の少女。SHOCKERアメリカ支部のAI「カイ」の端末。ウルフソンを「おじさま」と呼ぶが、立場はウルフソンより上である。
ヒロミ
ルリ子同様に人工子宮から産まれた生まれながらの改造人間の1人。後のハチオーグ。
トオル
ヒロミの弟。同様に人工子宮から産まれた生まれながらの改造人間の1人。ハチオーグとなったヒロミの口から、死亡したことが語られる。
一文字松哉
ジャーナリスト。一文字隼人の父親。イチローと偶然に知り合い、イチローの「正義の実現」について意見を交わす。
SHOCKER周辺の取材を行っていたことから、夫婦ともどもクモオーグに拉致され、イチローに殺害されることになる。
多田野
研究者。後のコウモリオーグ。かつて研究していた「FFヴィールス」は癌細胞を破壊する「奇跡のウイルス」として注目を集めるが、研究の不正やデータ捏造などを内部告発され、世間より糾弾されてすべてを失うことになった。しかし、緑川弘は多田野が行っていた部分の研究を認めており、SHOCKERへの勧誘を行った。
SHOCKERでは仲間を作らず研究を行っていたが、緑川に研究の行き詰まりと仲間を作るよう諭された。多田野は緑川を仲間であり友だと思っていたが、緑川はそうでなかったと、絶望することとなる。ただし、ルリ子の視点からは、緑川がSHOCKERからの離脱の計画を進めていた時期であり、関係者を増やしたくないがゆえの対応だった。

#### 書誌情報
- 山田胡瓜（漫画脚本）、藤村緋二（作画）、石ノ森章太郎（原作）、庵野秀明（映画脚本）、八手三郎（監修） 『真の安らぎはこの世になく -シン・仮面ライダー SHOCKER SIDE-』 集英社〈ヤングジャンプ コミックス〉、全9巻
  1. 2023年3月10日発売[129]、ISBN 978-4-08-892623-0
  2. 2023年7月19日発売[130]、ISBN 978-4-08-892748-0
  3. 2023年11月17日発売[131]、ISBN 978-4-08-892897-5
  4. 2024年3月17日発売[132]、ISBN 978-4-08-893164-7
  5. 2024年7月18日発売[133]、ISBN 978-4-08-893306-1
  6. 2024年11月19日発売[134]、ISBN 978-4-08-893464-8
  7. 2025年3月18日発売[135]、ISBN 978-4-08-893592-8
  8. 2025年6月18日発売[136]、ISBN 978-4-08-893702-1
  9. 2025年7月17日発売[137]、ISBN 978-4-08-893742-7

### コラボアニメ
『クレヨンしんちゃん』
2023年3月18日放送の「しん・仮面ライダーだゾ」にて、本郷猛（仮面ライダー〈声 - 池松壮亮〉）、緑川ルリ子（声 - 浜辺美波）、一文字隼人（仮面ライダー第2号〈声 - 柄本佑〉）が登場し、野原しんのすけ（声 - 小林由美子）も仮面ライダーに変身した。オーグメントは雲オーグ（声 - 山本格）、怖顔オーグ（園長先生〈声 - 森田順平〉）、梅オーグ（まつざか先生〈声 - 富沢美智恵〉）が登場。
監督・脚本・絵コンテ・演出：ムトウユージ、作画監督：高倉佳彦

### ゲーム
『SD シン・仮面ライダー 乱舞』
2023年3月23日発売のNintendo Switch、PC（Steam）用ソフト、ベルトスクロール/ハックアンドスラッシュのアクションゲーム。
『LINE POP2』
2023年2月24日よりパズルアプリゲーム『LINE POP2』で期間限定コラボを実施。仮面ライダーなどのミニモンが登場する。
『シン・仮面ライダー』 × リアル脱出ゲーム『秘密結社SHOCKERからの脱出』
リアル脱出ゲームとのコラボ。ハチオーグにスポットを当てた完全オリジナルストーリーで構成される。
- 開催都市および日程
  - 大阪（リアル脱出ゲーム大阪南堀江店）2023年6月15日 - 9月3日
  - 東京（リアル脱出ゲーム原宿店）2023年6月22日 - 7月23日、（リアル脱出ゲーム吉祥寺店）同年7月27日 - 9月10日
  - 愛知（リアル脱出ゲーム名古屋店）2023年9月14日 - 11月5日
  - 福岡（リアル脱出ゲーム福岡店）2023年9月15日 - 10月22日
  - 岡山（オルガホール）2023年10月27日 - 29日
  - 宮城（イベントホール松栄）2023年12月9日・10日
  - 北海道（リアル脱出ゲーム札幌店）2023年12月28日 - 2024年1月28日
  - 神奈川（リアル脱出ゲーム横浜店）2023年12月28日 - 2024年2月4日

### アプリ
SHOCKER公式アプリ『SHOCKER』fromシン・仮面ライダー
2022年5月13日より配信の映画情報アプリ。ダウンロードした人はSHOCKERの構成員ないし協力者となり、アプリ限定コンテンツとして、著名人にSHOCKERの理念をインタビューした「週刊SHOCKER通信」、SHOCKERに特化したグッズを販売する「SHOCKERグッズ販売サイト」などを利用可能。また、アプリ内では庵野が監督を手掛けた『新世紀エヴァンゲリオン』シリーズのキャラクターがSHOCKER下級構成員へと引き込まれたという設定でコラボした「ナギサ作戦」も展開された。

### ミニラジオ
『SHOCKER RADIO-BE HAPPY-』
2023年2月17日から4月21日まで公式アプリ内で配信されたミニラジオ番組。全10回。パーソナリティは鈴村健一と神谷浩史。

### 傑作選放送
『シン・仮面ライダー』公開記念 庵野秀明セレクション「仮面ライダー」傑作選
映画公開記念として、2023年2月7日から4月11日まで23時56分に毎日放送で、庵野秀明が選んだ1971年版『仮面ライダー』の10エピソードが放送された。MBS動画イズムとTVerでも各話放送直後より、5月8日まで配信される。冒頭、庵野秀明による放送回に寄せたコメントが映される。
| 放送日        | 話数   | サブタイトル                           |
| ------------- | ------ | -------------------------------------- |
| 2023年 2月7日 | 第1話  | 怪奇蜘蛛男                             |
| 2月14日       | 第2話  | 恐怖蝙蝠男                             |
| 2月21日       | 第4話  | 人喰いサラセニアン                     |
| 2月28日       | 第5話  | 怪人かまきり男                         |
| 3月7日        | 第17話 | リングの死闘 倒せ！ピラザウルス        |
| 3月14日       | 第24話 | 猛毒怪人 キノコモルグの出撃！          |
| 3月21日       | 第40話 | 死斗！怪人スノーマン対二人のライダー   |
| 未放送        | 第52話 | おれの名は怪鳥人ギルガラスだ！         |
| 4月4日        | 第84話 | 危しライダー！イソギンジャガーの地獄罠 |
| 4月11日       | 第93話 | 8人の仮面ライダー                      |

### 映画冒頭ノーカット放送
『シン・仮面ライダー公開記念 〈特別放送〉幕前/第1幕 クモオーグ編』
2023年3月28日23時56分から毎日放送で冒頭からクモオーグとの戦闘までをノーカットで放送。そのため同局で放送されていた上記傑作選から第52話の放送を急遽変更し、YouTubeでの配信となった。
映画本編とは異なり、オープニング・アイキャッチ・エンドロールが加えられた編集となっている。
また、放送終了後の2023年4月20日から5月7日までAmazon Prime Videoにて同様の構成の本編が配信された。

### 放送番組
『「シン・仮面ライダー」〜ヒーロー・アクション挑戦の舞台裏〜』
NHK BSプレミアムで2023年3月31日22時から23時18分まで、NHK総合テレビジョンで同年4月15日19時30分から20時48分まで放送されたドキュメント番組。制作現場の様子を2年にわたり取材しており、シリーズ中でも制作現場に長期取材のカメラが入るのは今回が初めてである。
『全力坂』
番組コラボとして、2023年4月3日・4日放送分でSHOCKERの下級構成員が坂を駆け上がる。3日は調布市若葉町の本村坂、4日は調布市入間町の新左エ門坂。
『シン・仮面ライダーのオールナイトニッポンGOLD』
2023年4月14日22時から24時まで、ニッポン放送をキーステーションに全国18局ネットにて『オールナイトニッポン』の特別番組として生放送されたラジオ番組。
メインキャストの池松、浜辺、柄本の3名がパーソナリティとなり、撮影秘話を語る。アシスタントは同局アナウンサーの新行市佳。ゲストは西野と准監督の尾上克郎。

### メイキング動画
『SHOCKER presents 不定期『シン・仮面ライダー』撮影現場調査報告』
2023年4月12日から5月31日までYouTube『東映映画チャンネル』で不定期で配信されたメイキング動画。全5回。